# Guelph Storm
Guelph Storm je kanadský juniorský klub ledního hokeje, který sídlí v Guelphu v provincii Ontario. Založen byl v roce 1991 po přestěhování týmu Dukes of Hamilton do Guelphu. Od roku 1991 působí v juniorské soutěži Ontario Hockey League (dříve Ontario Hockey Association). Své domácí zápasy odehrává v hale Sleeman Centre s kapacitou 4 715 diváků. Klubové barvy jsou rudá, bílá a černá.
Nejznámější hráči, kteří prošli týmem, byli např.: Richard Pánik, Daniel Paille, Drew Doughty, Daniel Girardi, Todd Bertuzzi, Craig Anderson, Matěj Machovský, Brian McGrattan, Fjodor Tjutin, Ryan Callahan, Jiří Drtina nebo Albert Michnáč.

## Úspěchy
- Vítěz OHL ( 3× )
  - 1997/98, 2003/04, 2013/14

## Přehled ligové účasti
Zdroj: 
- 1991–1994: Ontario Hockey League (Emmsova divize)
- 1994–1998: Ontario Hockey League (Centrální divize)
- 1998– : Ontario Hockey League (Středozápadní divize)